# Cowgill (Kumbria)
Cowgill – wieś w Anglii, w Kumbrii, w dystrykcie (unitary authority) Westmorland and Furness. Leży 78 km na południowy wschód od miasta Carlisle i 343 km na północny zachód od Londynu.